# Zameus squamulosus
La bruja terciopelo (Zameus squamulosus) es una especie inofensiva de escualiforme de la familia Somniosidae, que habita alrededor del mundo entre las latitudes 64° N y 48° S, desde la superficie hasta las 2000 m de profundidad. Su longitud máxima es de 84 cm.
Es un pequeño tiburón de aguas profundas con una distribución  global generalizado pero irregular en los océanos Atlántico e Indo-Pacífico (excluyendo el Océano Pacífico oriental). Se ha registrado desde el talud continental y cordilleras oceánicas, epipelágico sobre aguas profundas, desde la superficie hasta los 1.511 m. Se reporta con poca frecuencia en las pesquerías de palangre de superficie, así como en las pesquerías de arrastre y palangre demersal.
Su reproducción es ovovivípara.

## Aspectos morfológicos
Pequeño y delgado, con una cabeza baja y plana. Tiene un hocico largo y estrecho, con una boca corta y estrecha. Los dientes superiores son pequeños y en forma de lanza, mientras que los inferiores tienen cúspides altas similares a un cuchillo. Los surcos post-orales son considerablemente más largos que los surcos labiales superiores, y posee dos aletas dorsales con pequeñas espinas, siendo la segunda más grande y aproximadamente del mismo tamaño que las aletas pélvicas pequeñas. Su aleta caudal es larga, con un lóbulo caudal inferior corto y una muesca subterminal fuerte. Los dentículos tricuspidados presentan crestas transversales, y su coloración es uniformemente negra.

## Aspectos reproductivos y conductuales
La bruja terciopelo alcanza una talla máxima de 109,4 cm de longitud total (LT).Los machos maduran a los 47–51 cm LT, mientras que las hembras lo hacen a los 59–69 cm LT. La reproducción es probablemente vivípara placentaria con tamaños de camada de 3 a 10 y su tamaño al nacer es de 20 cm LT.No se conoce más información de su biología.

## Alimentación
La bruja terciopelo es un depredador de peces e invertebrados del fondo, pero sus dientes y boca más pequeños, así como sus mandíbulas más débiles sugieren que es un depredador de presas pequeñas a diferencia de otras brujas como que Scymnodon ringens 